# Amata incisa
Amata incisa är en fjärilsart som beskrevs av Aurivillius 1920. Amata incisa ingår i släktet Amata och familjen björnspinnare. Inga underarter finns listade i Catalogue of Life.